# ماهی‌های دانه‌دانه
ماهی‌های دانه‌دانه (نام علمی: Ichthyococcus) نام یک سرده از تیره فروغ‌ماهیان است.